# Trenton Lee Stewart
Trenton Lee Stewart (1970) is een Amerikaanse kinderboekenschrijver. Hij schreef onder meer vier (waarvan drie vertaald) boeken over het Benedict Genootschap. Hij schreef verder nog een roman voor volwassenen. Stewart woont met zijn vrouw en twee zonen in Little Rock in Arkansas.